# 乌尔曼二芳醚合成
乌尔曼二芳醚合成，又称乌尔曼缩合反应、乌尔曼联苯醚合成、乌尔曼型反应，指酚与芳基卤化物在铜或铜盐催化下偶联为二芳醚。 例如，对硝基苯酚与溴苯在铜存在下偶联为对硝基联苯醚。
这个反应是乌尔曼反应的变体，也是以德国化学家弗里茨·乌尔曼的名字命名。
苯胺与芳基酰胺代替酚进行的类似反应称为戈尔德贝格反应。
反应常在高沸点溶剂（如N-甲基吡咯烷酮、硝基苯、二甲基甲酰胺）中、高温下（一般超过210°C）和计量的铜存在下进行。反应中需要用到的活性铜粉可通过用锌还原热的硫酸铜水溶液来制备。芳卤底物芳环上的吸电子基或邻位羧基使反应更容易进行。
最近发现了在碱和二胺配体存在下，用催化量的碘化铜介导的乌尔曼二芳醚合成，重新引发了对这个反应的研究兴趣。

## 反应机理
{\displaystyle {\rm {\ Cu\!-\!X+Ar\!-\!OH\ +}}}　碱　{\displaystyle {\rm {\ \rightarrow Cu\!-\!O\!-\!Ar+HX\ +}}}　碱
{\displaystyle {\rm {\ Cu\!-\!O\!-\!Ar+Ar'\!-\!X\rightarrow Ar\!-\!O\!-\!Cu(\!-\!Ar)\!-\!X}}} （氧化加成）
{\displaystyle {\rm {\ Ar\!-\!O\!-\!Cu(\!-\!Ar)\!-\!X\rightarrow Ar\!-\!O\!-\!Ar'+Cu\!-\!X}}} （还原消除）

## 戈尔德贝格反应
戈尔德贝格反应（Goldberg reaction）是用苯胺或芳基酰胺代替酚进行的乌尔曼二芳醚合成。由德国女化学家、弗里茨·乌尔曼的妻子伊尔玛·戈尔德贝格发现。
例如，邻氯苯甲酸与苯胺缩合，可得芬那酸。
邻溴苯乙酮与苯甲酰胺进行偶联的产物，可以用作Camps环化反应的起始原料。
戈尔德贝格等报道了一种用从碘化亚铜和邻二氮菲制备的催化剂介导的芳基碘化物和芳胺之间的乌尔曼型芳香胺化偶联反应。富电子的芳基碘化物也能进行反应，因此这种方法可用于弥补布赫瓦尔德-哈特维希反应有些情况下不适用于富电子芳卤的缺点。

## Hurtley反应
Hurtley反应（Hurtley reaction）是芳卤与氢碳酸在碱和铜或铜盐存在下进行偶联。
这个反应是乌尔曼二芳醚合成的一种变体。原始文献是用邻溴苯甲酸与丙二酸酯（和其他二羰基化合物）在乙醇钠存在下进行偶联。